# 庫爾泰什蒂鄉

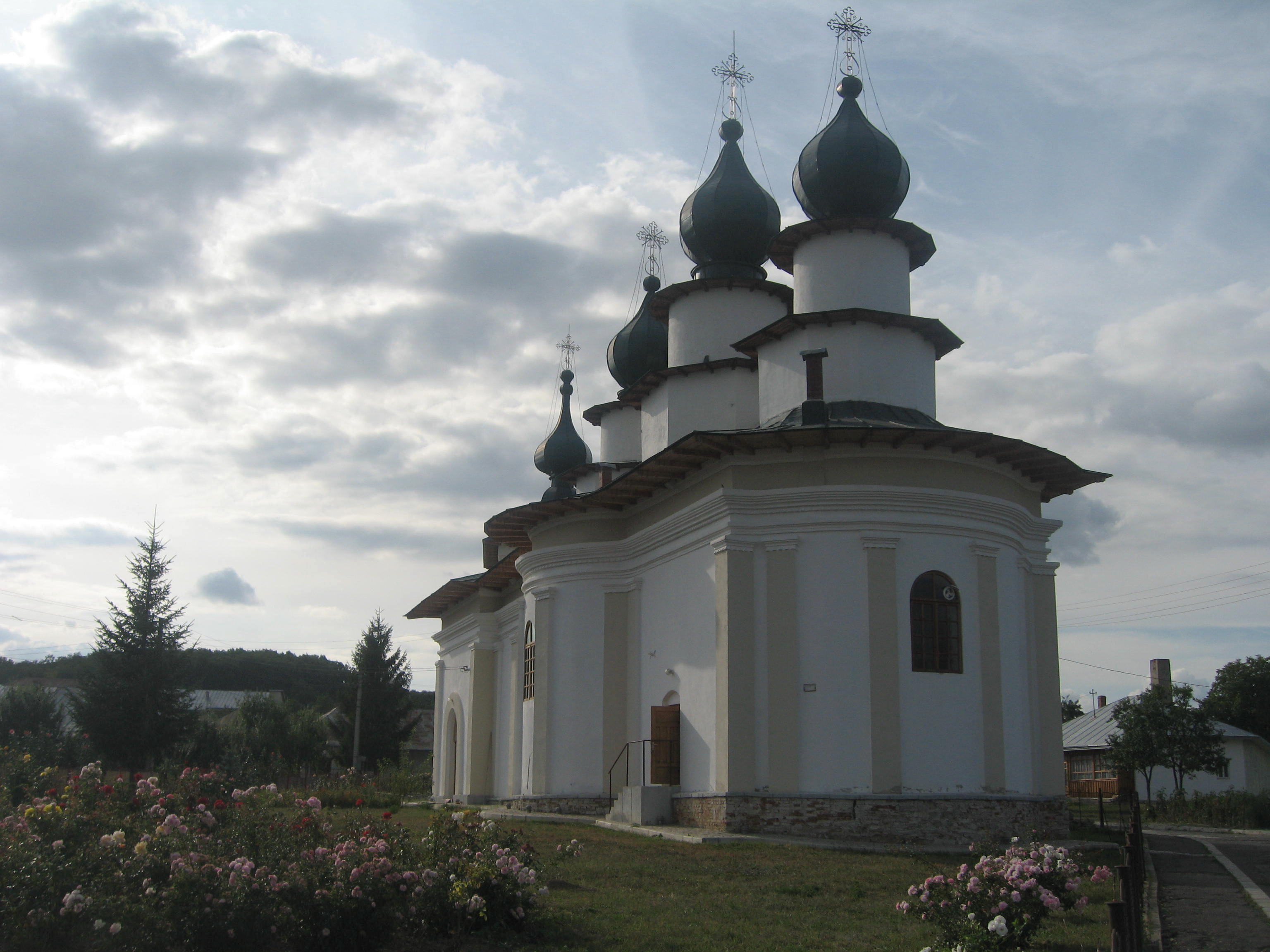

47°43′N 26°39′E / 47.717°N 26.650°E
庫爾泰什蒂鄉（羅馬尼亞語：Comuna Curtești, Botoșani），是羅馬尼亞的鄉份，位於該國東北部，由博托沙尼縣負責管轄，面積58平方公里，海拔高度140米，2007年人口4,613人，人口密度每平方公里80人。